# Hyposoter tricolor
Hyposoter tricolor är en stekelart som först beskrevs av Julius Theodor Christian Ratzeburg 1844.  Hyposoter tricolor ingår i släktet Hyposoter och familjen brokparasitsteklar. Arten är reproducerande i Sverige. Inga underarter finns listade i Catalogue of Life.